# Highway 61 Revisited (chanson)
Pistes de Highway 61 Revisited
Queen Jane Approximately Just Like Tom Thumb's Blues
Highway 61 Revisited est une chanson de Bob Dylan parue en 1965 sur l'album du même nom. « L'autoroute 61 » du titre reliait La Nouvelle-Orléans à Duluth, la ville natale de Dylan.

## Reprises
- Terry Reid sur l'album Terry Reid (1969)
- Johnny Winter sur l'album Second Winter (1969)
- Sacred Cowboys sur l'album We Love You... Of Course We Do (1984)
- Dr. Feelgood sur l'album Classic (1987)
- PJ Harvey sur l'album Rid of Me (1993)
- Steve Gibbons sur l'album The Dylan Project (1998)
- Pat Travers sur l'album P.T. Power Trio (2003)
- Dave Alvin sur l'album Highway 61 Revisited Revisited (2005)
- Karen O & The Million Dollar Bashers sur la bande originale du film I'm Not There (2007)
- Mountain sur l'album Masters of War (2007)
- Dave Alvin sur l'album From an Old Guitar: Rare and Unreleased Recordings (2020)